# Schnellkampfgeschwader 210
Das Schnellkampfgeschwader 210 (SKG 210), Geschwaderkennung S9, war ein Geschwader der Luftwaffe im Zweiten Weltkrieg. Die Aufstellung erfolgte am 24. April 1941 in Merville. Anfang 1942 bildeten die beiden Gruppen des Geschwaders die Hauptkomponente der Zweitaufstellung des Zerstörergeschwaders 1 (ZG 1).
Das Geschwader nahm an der ersten Phase des Ostfeldzugs teil und hatte maßgeblichen Anteil am anfänglichen Zusammenbruch der russischen Verteidigung. Es wurden vor allem Tiefangriffe auf Flugplätze, Flak- und Artilleriestellungen, Panzerbereitstellungen und den Eisenbahnverkehr geflogen. An der Ostfront verlor das Geschwader zwischen dem 22. Juni und dem 22. September 1941 insgesamt 57 Messerschmitt Bf 110 bei gleichzeitiger Zerstörung von 519 sowjetischen Flugzeugen, 83 Panzern und etwa 1700 Fahrzeugen aller Art.

## Kommodore

Nose art, die von SKG 210 und ZG 1 geführt wurde.

| Dienstgrad | Name         | Datum                                 |
| ---------- | ------------ | ------------------------------------- |
| Hauptmann  | Walter Storp | 24. April 1941 bis 30. September 1941 |
| Major      | Arved Crüger | 30. September 1941 bis Januar 1942    |

## Gliederung

### I. Gruppe
Die I. Gruppe des Geschwaders entstand aus der am 1. Juli 1940 aufgestellten Erprobungsgruppe 210, die zahlreiche Angriffe auf Südengland geflogen war. Die starken Verluste der Erprobungsgruppe führten dazu, dass diese Oktober 1940 für einige Wochen zur Auffrischung aus dem Einsatz gezogen werden musste. Danach wurden die Angriffe bis zur Umbenennung in I./SKG 210, die am 24. April 1941 erfolgte, weiter fortgesetzt. Nach dem Beginn des Unternehmens Barbarossa, dem Ostfeldzug, flog die Gruppe an der Ostfront im Rahmen der Heeresgruppe Mitte im Verbund mit Guderians Panzerverbänden bis Moskau sowie in den Winterabwehrkämpfen 1941/1942.
Kommandeure
| Dienstgrad | Name                | Datum                                 |
| ---------- | ------------------- | ------------------------------------- |
| Hauptmann  | Karl-Heinz Stricker | 24. April 1941 bis 13. September 1941 |
| Major      | Ulrich Diesing      | 14. September 1941 bis 1. Januar 1942 |
| Hauptmann  | Wolfgang Schenck    | 1. Januar 1942 bis Auflösung          |

### II. Gruppe
Die II. Gruppe wurde aus der III. Gruppe des Zerstörergeschwaders 76 im Frühjahr 1941 in Stavanger-Sola aufgestellt und flog ab Juni im Rahmen des Ostfeldzuges gemeinsam mit der Stabsgruppe bei der Heeresgruppe Nord bis vor Leningrad. Ab September 1941 wurde sie in den Mittelabschnitt der Front verlegt, wo sie die I. Gruppe ihres Geschwaders verstärkte. Bei der am 2. Oktober beginnenden Schlacht um Moskau war sie dem II. Fliegerkorps der Luftflotte 2 unterstellt. Einziger Kommandeur war Hauptmann Rolf Kaldrack, der die Gruppe vom 24. April 1941 bis 3. Februar 1942 führte.

## Bekannte Geschwaderangehörige
- Arved Crüger (1911–1942), fiel 1942 als Geschwaderkommodore im Mittelmeerraum und war Ehemann der Schauspielerin Carola Höhn
- Rolf Hermichen (1918–2014), war Personaldirektor beim Kaufhaus-Konzern Karstadt AG